# Andrew Haigh
Andrew Haigh (Harrogate, 7 de març de 1973) és un director de cinema, guionista i productor anglès.

## Biografia
Nascut a Harrogate (North Yorkshire), el seu pare treballava com a venedor d'una empresa de begudes i la seva mare era mestressa de casa. Després que els seus pares se separessin, va estudiar a un internat i es va graduar en història per la Universitat de Newcastle.
Haigh va treballar com a ajudant de muntatge en pel·lícules com Gladiator i Black Hawk abatut abans de debutar com a guionista i director amb el curtmetratge Oil. El 2009 va dirigir el seu primer llargmetratge, Greek Pete, que va debutar al Festival de Cinema Lèsbic i Gai de Londres. La pel·lícula es desenvolupa a Londres i se centra en la prostitució masculina explicant un any de la vida de Pete com a gigoló. Greek Pete va guanyar el premi a l'èxit artístic d'Outfest en 2009.
La segona pel·lícula de Haigh, l'aclamat drama romàntic Weekend sobre una relació de 48 hores entre dos homes (interpretat per Tom Cullen i Chris New), es va estrenar l'11 de març de 2011 al Festival de Cinema SXSW, on va guanyar el Premi del Públic a visions emergents. La pel·lícula es va projectar en molts altres festivals de tot el món, i va passar a recollir molts més premis incloent-hi el Premi del Jurat a la millor pel·lícula narrativa internacional al premi de l'Outfest i el premi del Cercle de Crítics Cinematogràfics de Londres al cineasta trencador britànic.
La següent pel·lícula de Haigh 45 Years es va estrenar com a part de la competició principal en la 65è Festival Internacional de Cinema de Berlín. La pel·lícula va guanyar els premis d'actors del festival tant per Charlotte Rampling com per Tom Courtenay. Es va llançar en massa al Regne Unit el 28 d'agost de 2015, i es va projectar en els festivals de Telluride i Toronto al setembre.
Haigh és coproductor, guionista ocasional i director de la sèrie dramàtica d'HBO Looking. Cancel·lada després de dues temporades, la sèrie va acabar amb una pel·lícula per a televisió de dues hores estrenada el 2016.

## Vida personal
Haigh està casat amb l'escriptor Andy Morwood.

## Filmografia
| Any     | Títol                       | Com a    | Com a     | Com a  | Com a  | Notes |
| Any     | Títol                       | Director | Guionista | Editor | Altres | Notes |
| ------- | --------------------------- | -------- | --------- | ------ | ------ | --- |
| 1996    | The Proprietor              |          |           |        | Sí     | Assistent de producció (Londres) |
| 2000    | Small Time Obsession        |          |           |        | Sí     | Segon assistent de direcció |
| 2000    | Gladiator                   |          |           | Sí     |        | Aprenent d'editor |
| 2000    | Born Romantic               |          |           | Sí     |        | Editor assistent |
| 2000    | Breathtaking                |          |           | Sí     |        | Editor assistent |
| 2001    | Black Hawk abatut           |          |           | Sí     |        | Editor assistent |
| 2002    | The Count of Monte Cristo   |          |           | Sí     |        | Editor assistent |
| 2002    | Les quatre plomes           |          |           | Sí     |        | Editor assistent |
| 2003    | Oil                         | Sí       | Sí        | Sí     |        | Curtmetratge |
| 2003    | Shanghai Knights            |          |           | Sí     |        | Editor assistent |
| 2003    | El somriure de la Mona Lisa |          |           | Sí     |        | Editor assistent |
| 2004    | Fits                        |          |           |        | Sí     | Curtmetratge; cap de producció |
| 2004    | Fragments                   |          |           |        | Sí     | Curtmetratge; productor i primer assistent de direcció |
| 2005    | Markings                    | Sí       | Sí        |        |        | Curtmetratge |
| 2005    | Cahuenga Blvd               | Sí       | Sí        | Sí     |        | Curtmetratge |
| 2005    | El regne del cel            |          |           | Sí     |        | Editor assistent |
| 2007    | The Good Night              |          |           | Sí     |        | Editor assistent (a diari) |
| 2007    | Hannibal Rising             |          |           | Sí     |        | Editor assistent |
| 2007    | Mister Lonely               |          |           | Sí     |        | Primer editor assistent |
| 2008    | A Matador's Mistress        |          |           | Sí     |        | Primer editor assistent |
| 2008    | Crack Willow                |          |           | Sí     |        | |
| 2009    | Five Miles Out              | Sí       | Sí        |        |        | Curtmetratge Premi del Festival Internacional de Cinema de Leeds |
| 2009    | Greek Pete                  | Sí       | Sí        | Sí     | Sí     | Productor i director de fotografia Festival de Cinema d'Atlanta - Premi Especial del Jurat Outfest de Los Angeles - Premi del Comitè Especial de Programació a l'assoliment artístic |
| 2011    | Weekend                     | Sí       | Sí        | Sí     |        | Premi de Cinema Britànic Evening Standard al millor guió Festival de Cinema de Gant - Premi del Jurat Jove Festival Internacional de Cinema de Rotterdam - Premi MovieZone Outfest de Los Angeles - Gran Premi del Jurat Premi del Cercle de Crítics Cinematogràfics de Londres al cineasta trencador britànic Festival de Cinema de Nashville - Premi al millor del festival Festival de Cinema Frameline - Premi del Públic Festival de Cinema SXSW - Premi del Públic |
| 2014—15 | Looking                     | Sí       | Sí        |        | Sí     | Sèrie de televisió; productor executiu |
| 2015    | 45 Years                    | Sí       | Sí        |        |        | Festival Internacional de Cinema d'Edimburg - Premi Michael Powell a la millor pel·lícula britànica Premis de Cinema Britànic Evening Standard - Premi de l'Editor Cercle de Crítics Cinematogràfics de Londres a la millor pel·lícula britànica/irlandesa de l'any National Board of Review - 10 millors pel·lícules independents New York Film Critics Online - 10 millors pel·lícules                                                                                 |
| 2016    | Looking                     | Sí       | Sí        |        |        | Especial |
| 2017    | Lean on Pete                | Sí       | Sí        |        |        | |